# Kubok Federacii SSSR 1989
La Coppa delle Federazioni sovietiche 1989 (in russo Кубок Федерации СССР?) fu la 4ª edizione del trofeo. Vide la vittoria finale dello Dnepr, che così conquistò il suo secondo titolo.

## Formula
Erano iscritte tutte le formazioni partecipanti alla Vysšaja Liga 1989. Le 16 squadre furono divise in quattro gironi da quattro squadre: in ciascun girone si disputavano gare di andata e ritorno per un totale di sei incontri per squadra, assegnando due punti per la vittoria, uno per il pareggio e zero per la sconfitta. Erano ammesse al secondo turno le prime due di ciascun girone.
Le quattro vincitrici dei quattro gironi disputavano i quarti in casa contro le quattro seconde classificate; quarti e semifinali  erano giocate su gare di sola andata, così, come la finale, disputata però in campo neutro.

## Prima fase

### Girone A

#### Classifica finale
|  | Pos. | Squadra          | Pt | G | V | N | P | GF | GS | DR |
|  | ---- | ---------------- | -- | - | - | - | - | -- | -- | -- |
|  | 1.   | Dnepr            | 8  | 6 | 4 | 0 | 2 | 7  | 4  | +3 |
|  | 2.   | Rotor            | 7  | 6 | 3 | 1 | 2 | 9  | 6  | +3 |
|  | 3.   | Ararat           | 6  | 6 | 3 | 0 | 3 | 7  | 11 | -4 |
|  | 4.   | Zenit Leningrado | 3  | 6 | 1 | 1 | 4 | 6  | 8  | -2 |

- Ammesse alla seconda fase: Dnepr e Rotor

#### Risultati
| 1ª giornata            | 26 febbraio 1989 |
|                        |                  |
| Ararat-Rotor           | 3-0              |
| Zenit Leningrado-Dnepr | 1-2              |

| 2ª giornata            | 4/5 marzo 1989 |
|                        |                |
| Rotor-Zenit Leningrado | 2-1            |
| Dnepr-Ararat           | 2-0            |

| 3ª giornata             | 21/22 marzo 1989 |
|                         |                  |
| Zenit Leningrado-Ararat | 3-1              |
| Dnepr-Rotor             | 2-1              |

| 4ª giornata            | 23 aprile 1989 |
|                        |                |
| Dnepr-Zenit Leningrado | 1-0            |
| Rotor-Ararat           | 5-0            |

| 5ª giornata             | 7 maggio 1989 |
|                         |               |
| Rotor-Dnepr             | 1-0           |
| Ararat-Zenit Leningrado | 2-1           |

| 6ª giornata            | 29 maggio 1989 |
|                        |                |
| Ararat-Dnepr           | 1-0            |
| Zenit Leningrado-Rotor | 0-0            |

### Girone B

#### Classifica finale
|  | Pos. | Squadra         | Pt | G | V | N | P | GF | GS | DR  |
|  | ---- | --------------- | -- | - | - | - | - | -- | -- | --- |
|  | 1.   | Dinamo Mosca    | 9  | 6 | 4 | 1 | 1 | 14 | 8  | +6  |
|  | 2.   | Torpedo Mosca   | 8  | 6 | 4 | 0 | 2 | 13 | 8  | +5  |
|  | 3.   | Spartak Mosca   | 7  | 6 | 3 | 1 | 2 | 8  | 9  | -1  |
|  | 4.   | Lokomotiv Mosca | 0  | 6 | 0 | 0 | 6 | 6  | 16 | -10 |

- Ammesse alla seconda fase: Dinamo Mosca e Torpedo Mosca

#### Risultati
| 1ª giornata                  | 26 febbraio 1989 |
|                              |                  |
| Dinamo Mosca-Lokomotiv Mosca | 3-1              |
| Spartak Mosca-Torpedo Mosca  | 1-2              |

| 2ª giornata                   | 4/5 marzo 1989 |
|                               |                |
| Lokomotiv Mosca-Torpedo Mosca | 0-2            |
| Dinamo Mosca-Spartak Mosca    | 0-1            |

| 3ª giornata                   | 21/22 marzo 1989 |
|                               |                  |
| Lokomotiv Mosca-Spartak Mosca | 2-1              |
| Torpedo Mosca-Dinamo Mosca    | 1-2              |

| 4ª giornata                  | 23/24 aprile 1989 |
|                              |                   |
| Torpedo Mosca-Spartak Mosca  | 3-0               |
| Lokomotiv Mosca-Dinamo Mosca | 2-3               |

| 5ª giornata                   | 7/8 maggio 1989 |
|                               |                 |
| Torpedo Mosca-Lokomotiv Mosca | 4-1             |
| Spartak Mosca-Dinamo Mosca    | 2-2             |

| 6ª giornata                   | 29/30 maggio 1989 |
|                               |                   |
| Lokomotiv Mosca-Spartak Mosca | 1-2               |
| Dinamo Mosca-Torpedo Mosca    | 4-1               |

### Girone C

#### Classifica finale
|  | Pos. | Squadra     | Pt | G | V | N | P | GF | GS | DR  |
|  | ---- | ----------- | -- | - | - | - | - | -- | -- | --- |
|  | 1.   | Šachtar     | 11 | 6 | 5 | 1 | 0 | 13 | 2  | +11 |
|  | 2.   | Čornomorec' | 7  | 6 | 3 | 1 | 2 | 8  | 3  | +5  |
|  | 3.   | Metalist    | 3  | 6 | 1 | 1 | 4 | 2  | 13 | -11 |
|  | 4.   | Dinamo Kiev | 3  | 6 | 0 | 3 | 3 | 1  | 6  | -5  |

- Ammesse alla seconda fase: Šachtar e Čornomorec'

#### Risultati
| 1ª giornata          | 26 febbraio 1989 |
|                      |                  |
| Čornomorec'-Šachtar  | 0-2              |
| Metalist-Dinamo Kiev | 0-0              |

| 2ª giornata             | 4/5 marzo 1989 |
|                         |                |
| Dinamo Kiev-Čornomorec' | 0-0            |
| Metalist-Šachtar        | 1-2            |

| 3ª giornata          | 21 /22 marzo 1989 |
|                      |                   |
| Dinamo Kiev-Šachtar  | 1-1               |
| Čornomorec'-Metalist | 4-0               |

| 4ª giornata             | 23 aprile 1989 |
|                         |                |
| Čornomorec'-Dinamo Kiev | 3-0            |
| Šachtar-Metalist        | 6-0            |

| 5ª giornata          | 7 maggio 1989 |
|                      |               |
| Dinamo Kiev-Metalist | 0-1           |
| Šachtar-Čornomorec'  | 1-0           |

| 6ª giornata          | 29 maggio 1989 |
|                      |                |
| Metalist-Čornomorec' | 0-1            |
| Šachtar-Dinamo Kiev  | 1-0            |

### Girone D

#### Classifica finale
|  | Pos. | Squadra        | Pt | G | V | N | P | GF | GS | DR |
|  | ---- | -------------- | -- | - | - | - | - | -- | -- | -- |
|  | 1.   | Dinamo Minsk   | 11 | 6 | 5 | 1 | 0 | 14 | 5  | +9 |
|  | 2.   | CSKA Pamir     | 5  | 6 | 2 | 1 | 3 | 6  | 7  | -1 |
|  | 3.   | Žalgiris       | 4  | 6 | 2 | 0 | 4 | 9  | 11 | -2 |
|  | 4.   | Dinamo Tbilisi | 4  | 6 | 2 | 0 | 4 | 2  | 8  | -6 |

- Ammesse alla seconda fase: Dinamo Minsk e Pamir Dušanbe

#### Risultati
| 1ª giornata                     | 26 febbraio 1989 |
|                                 |                  |
| Pamir Dušanbe-Dinamo Minsk      | 2-2              |
| Žalgiris Vilnius-Dinamo Tbilisi | 3-0              |

| 2ª giornata                    | 3/4 marzo 1989 |
|                                |                |
| Dinamo Tbilisi-Dinamo Minsk    | 0-1            |
| Pamir Dušanbe-Žalgiris Vilnius | 3-0            |

| 3ª giornata                   | 22 marzo 1989 |
|                               |               |
| Dinamo Tbilisi-Pamir Dušanbe  | 1-0           |
| Dinamo Minsk-Žalgiris Vilnius | 4-2           |

| 4ª giornata                   | 23 aprile 1989 |
|                               |                |
| Pamir Dušanbe-Dinamo Tbilisi  | 1-0            |
| Žalgiris Vilnius-Dinamo Minsk | 1-3            |

| 5ª giornata                     | 7/8 maggio 1989 |
|                                 |                 |
| Dinamo Tbilisi-Žalgiris Vilnius | 1-0             |
| Dinamo Minsk-Pamir Dušanbe      | 1-0             |

| 6ª giornata                    | 29/30 maggio 1989 |
|                                |                   |
| Dinamo Minsk-Dinamo Tbilisi    | 3-0               |
| Žalgiris Vilnius-Pamir Dušanbe | 3-0               |

## Seconda fase

### Quarti di finale
Partite disputate il 4 e 5 settembre 1989.
| Squadra 1    | Risultato | Squadra 2     |
| ------------ | --------- | ------------- |
| Dinamo Mosca | 3 – 1     | Rotor         |
| Dinamo Minsk | 2 – 1     | Čornomorec'   |
| Dnepr        | 2 – 0     | Torpedo Mosca |
| Šachtar      | 2 – 1     | CSKA Pamir    |

### Semifinali
Partite disputate il 6 ottobre 1989.
| Squadra 1    | Risultato   | Squadra 2    |
| ------------ | ----------- | ------------ |
| Dnepr        | 1 – 0       | Šachtar      |
| Dinamo Minsk | 2 – 1 (dts) | Dinamo Mosca |

### Finale
| Arbitro: | Evgenij Kanana (Donec'k) |

|                       |           |               |
| Kudrickij 85’ Son 87’ | Marcatori | 65’ Rassichin |